# Keep on Ridin
Keep on Ridin è un album di raccolta del gruppo hip hop statunitense Tha Dogg Pound, pubblicato nel 2010.

## Tracce
1. We da West (featuring Snoop Dogg, Bad Lucc, Damani, Problem & Soopafly) — 6:26
2. Keep on Ridin (featuring Butch Cassidy) — 4:28
3. Fire — 3:07
4. If U Want Me 2 Stay (featuring Snoop Dogg & Uncle Chucc) — 4:35
5. Stay'd Out All Nite Long (featuring Uncle Reo) — 3:24
6. Real Wit'cha (featuring Scar & Problem) — 6:47
7. Leave a Message — 3:31
8. Bang Dat (featuring Snoop Dogg) — 3:25
9. My CoopDeville — 4:30
10. Huh What — 4:43
11. All Nite — 3:12
12. Don't Give a Fucc (featuring Snoop Dogg) — 4:31
13. Blessin' (Bonus Track) — 3:04
14. I Wanna Rock (G-Mix) (Bonus Track) (featuring Snoop Dogg) — 3:52